# Raúl Berón
Raúl Berón (30 de marzo de 1920 - 28 de junio de 1982) fue un cantor de tango, que entre 1940 y 1955 integró las orquestas de Miguel Caló, Lucio Demare y Aníbal Troilo.
Nacido en una familia de músicos, su padre fue Manuel Berón y sus hermanos, Adolfo, Elba, Rosa y José Berón, emigró a la ciudad de Buenos Aires y a los diecinueve años debutó con Miguel Caló, con cuya orquesta grabó Al compás del corazón, Lejos de Buenos Aires, Trasnochando, Azabache y El vals soñador. Posteriormente registr El pescante, Que solo estoy y Una emoción con Demare y De vuelta al bulín y Discepolín (homenaje de Homero Manzi a Enrique Discépolo) con Troilo. Además integró la orquesta de Enrique Francini y Armando Pontier, con quienes grabó Como tú. En sus últimos años continuó como solista, realizó giras por Latinoamérica e hizo  algunas re-apariciones en la orquesta de Caló.
También tuvo una participación en la película Todo un hombre en 1943 y dobló la voz de Jorge Salcedo en los tangos en el filme Mi noche triste (película de 1952). Un tema de Roberto Siri fue dedicado en su memoria tras su muerte. Ha sido comparado por su estilo con Carlos Gardel e incluso descripto como «una encarnación perfecta del modelo gardeliano».